# Santiago Carrillo

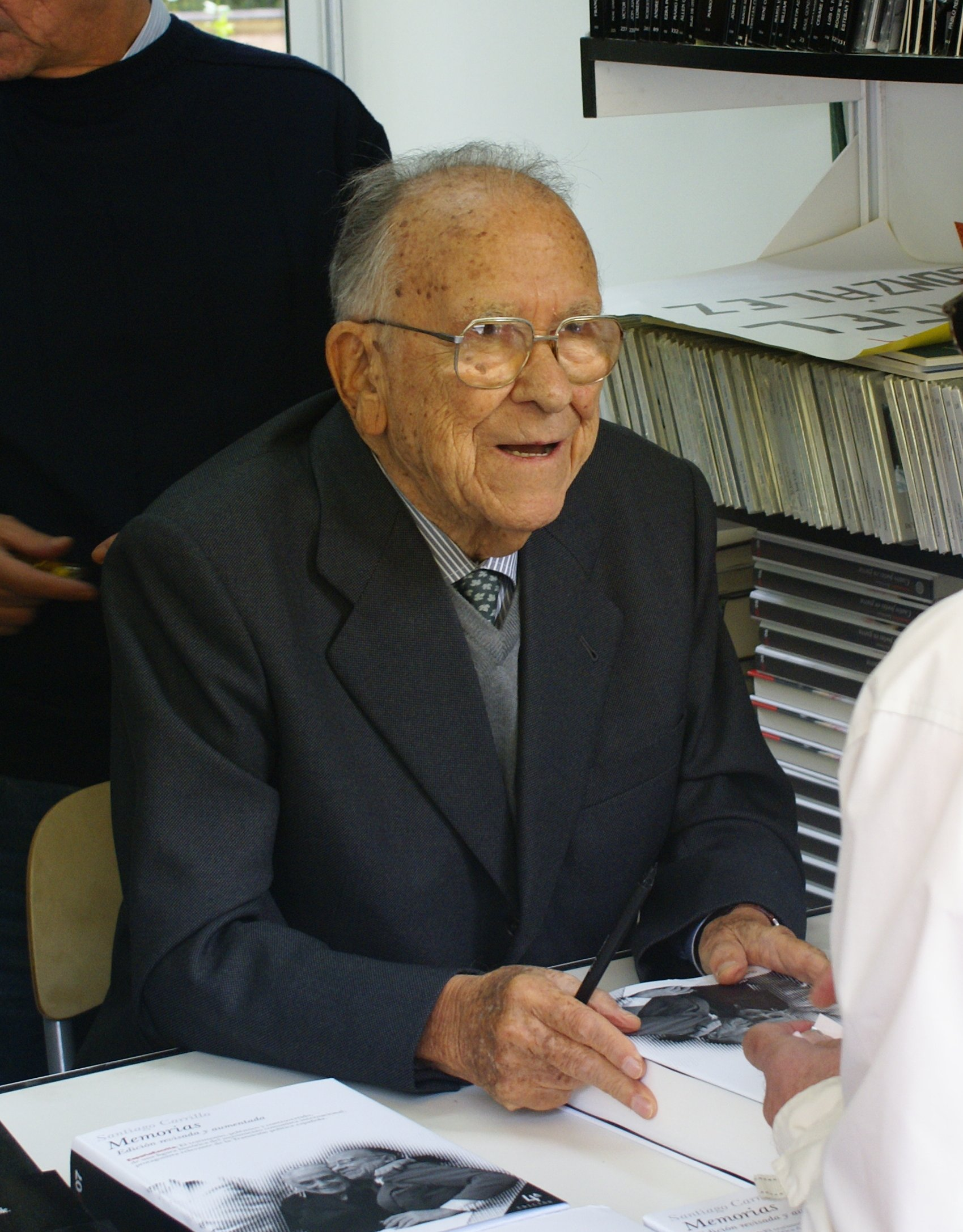
Santiago Carrillo Solares auf der Madrider Buchmesse 2006

Santiago Carrillo Solares (* 18. Januar 1915 in Gijón, Asturien, Spanien; † 18. September 2012 in Madrid) war ein spanischer Politiker. Er war von 1960 bis 1982 Generalsekretär der Kommunistischen Partei Spaniens (PCE).
Carrillo wurde als Sohn des prominenten sozialistischen Abgeordneten Wenceslao Carrillo (1889–1963) geboren. Als Dreizehnjähriger war er bereits Mitglied der Spanischen Sozialistischen Arbeiterpartei (PSOE). Er nahm an der Vereinigung des Sozialistischen und des Kommunistischen Jugendverbandes 1934 zur Vereinigten Sozialistischen Jugend teil und wurde deren erster Vorsitzender.
2008 veröffentlichte er seine Autobiografie, die den Titel Memorias – El testimonio polémico de un protagonista relevante de nuestra transición, zu deutsch etwa Das polemische Bekenntnis eines wichtigen Akteurs beim Übergang zur Demokratie trägt.

## Leben

### Jugend im republikanischen Spanien und Bürgerkrieg
Carrillo wurde als engagierter Politiker, Setzer und Journalist der Zeitung El Socialista tätig. Zudem wurde er Ende der 1920er Jahre Mitglied der Juventud Socialista. 1934 wurde er deren Generalsekretär. Er nahm an den revolutionären Aufständen in Asturien im Oktober 1934 teil und saß dafür bis 1936 im Gefängnis. 1936 wurde er Mitglied des PCE, 1937 bereits Mitglied im Zentralkomitee der Kommunistischen Partei. Am Spanischen Bürgerkrieg nahm er anfänglich zeitweise als Offizier und politischer Kommissar teil, wurde im November 1936 einundzwanzigjährig in Absprache mit General Miaja nach der Verlegung der Regierung Largo Caballero in der Junta zur Verteidigung Madrids mit dem Posten eines Rates der Öffentlichen Ordnung betraut. Die Junta, sehr stark mit Kommunisten besetzt, hatte zusammen mit der Armee die Verteidigung Madrids gegen die Truppen General Francisco Francos vom November 1936 bis zum Januar 1937 zu organisieren. Hierbei war die Unterstützung der UdSSR so intensiv wie niemals mehr im Bürgerkrieg.
Nach seiner Wahl zum Generalsekretär der PCE im Jahre 1960 wurde seitens des Franco-Regimes mit Blick auf seine Tätigkeit für die Öffentliche Ordnung in der Junta zur Verteidigung Madrids der Vorwurf erhoben, Carrillo habe die Exekution von 2.000 bis 5.000 dem Lager Francos zugerechneten Gefangenen in Paracuellos de Jarama zu verantworten. Carrillo hat diese Vorwürfe immer bestritten. Diese Kontroverse ist bis heute Gegenstand der Debatte. Der britische Historiker Paul Preston, der die erste wissenschaftliche Biografie Carrillos verfasste, kam zu dem Ergebnis, dass die Anordnung zur Liquidierung der Gefangenen nicht von Carrillo, sondern von Moskau und von der Parteiführung der PCE ausgegangen sei. Carrillo sei jedoch eine Schlüsselfigur bei der Organisation des Massakers gewesen.

### Exil
Nach dem militärischen Zusammenbruch der Republik floh er nach Paris, gehörte dort der republikanischen Exilregierung an und versuchte, die Partei zu reorganisieren. Carrillo lebte 38 Jahre im Exil, meistens in Frankreich, aber auch in der UdSSR und in Südamerika. Ab 1942 war er am Aufbau einer illegalen Geheimorganisation der Partei in Spanien beteiligt.

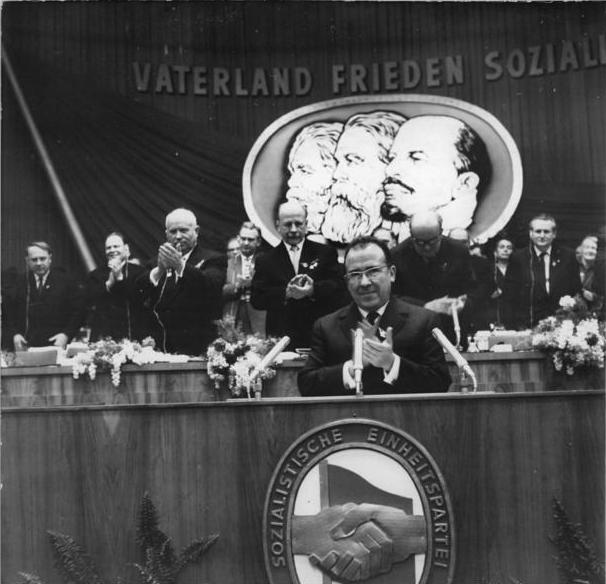
Carrillo während seiner Grußansprache auf dem VI. SED-Parteitag 1963

1960 wurde er Generalsekretär des PCE als Nachfolger von Dolores Ibárruri (la Pasionaria), die gleichzeitig zur Vorsitzenden gewählt wurde und damit nominell die PCE führte. Carrillo verstärkte die Position der Partei im Untergrund in der Arbeiterklasse und unter den Intellektuellen und unterlief mehrere Versuche, bald der marxistisch-leninistischen bzw. der stalinistischen, bald der prodemokratischen Strömung, ihn abzulösen. Nach der Niederschlagung des „Prager Frühlings“ 1968 durch die Armeen des Warschauer Pakts begann Carrillo, seine Partei von der KPdSU zu distanzieren. Beim Parteikongress in Rom 1976 trat er für einen „pluralistischen Wettbewerb“ der Parteien ein und „ätzte“ im selben Jahr auf einem „Gipfel der kommunistischen Parteien Europas“ in Ost-Berlin „gegen Breschnews ‚Betonkommunismus‘“. Trotz deutlicher Ablehnung der Rede durch das SED-Zentralkomitee erschien diese ungekürzt im Neuen Deutschland.

### Rückkehr
Er kehrte 1976 nach dem Tode des Diktators General Francisco Franco im Geheimen nach Spanien zurück und wurde von der Polizei festgenommen, aber nach kurzer Zeit wieder freigelassen. Bei den Verhandlungen über die Wiederherstellung der Demokratie in Spanien mit Ministerpräsident Adolfo Suárez wurde vom PCE die Anerkennung der Monarchie gefordert. Bei der ersten international beachteten Parteikonferenz ließ Carrillo vorher ein Foto von König Juan Carlos I. im Hintergrund aufhängen und erreichte damit ihre Wiederzulassung als Partei am 9. April 1977. Carrillo wurde Mitglied des Neunerausschusses der Demokratischen Opposition, der den politischen Übergang (Transición) ausarbeitete.

### Eurokommunismus
Zusammen mit Georges Marchais in Frankreich und Enrico Berlinguer in Italien entwickelte er bei einem Treffen am 2. März 1977 den Eurokommunismus weiter. In seinem 1977 veröffentlichten Buch definiert Carrillo den Eurokommunismus als Bewegung für eine pluralistische sozialistische Gesellschaft mit individueller und kollektiver Freiheit, basierend auf dem „demokratischen Zentralismus“. Die Errungenschaften der Arbeiterbewegung, wie „unabhängige Gewerkschaften“ und „Streikrecht“ werden vom Eurokommunismus als integrale Elemente des Sozialismus beschrieben, während der Marxismus-Leninismus den Gewerkschaften nur die Funktion eines Transmissionsriemens für die Weltrevolution angeführt durch die Partei zuerkennt. Im April 1978 strich er auf dem Parteitag des PCE die Begriffe „Marxismus-Leninismus“ aus der Programmatik der Partei und lehnte den Leninismus als dogmatisch ab. Er kritisierte zusammen mit Berlinguer die sowjetische Intervention in Afghanistan 1980 und lehnte den Putsch General Wojciech Jaruzelskis in Polen ab als Versagen des Versuchs, das Moskauer Gesellschaftsmodell zu exportieren.
Zugleich äußerte Carrillo „noch 1978 Verständnis für Praktiken der Stalinzeit […]: ‚Es gab in der Sowjetunion politische Polizei, Konzentrationslager usw. – aber die waren alle notwendig. Und ich bin nicht sicher, ob wir solche Methoden nicht auch in anderen sozialen Revolutionen brauchen.‘“

### Politische Praxis
Offener als die Mehrzahl seiner Genossen entwickelte Carrillo erfolgreich wichtige Aktivitäten für die Transición zur Demokratie in Spanien, zur kämpferischen Verteidigung der parlamentarischen Demokratie.
Carrillo wurde 1977, kurz nach der Legalisierung des PCE, in Madrid bei den ersten demokratischen Wahlen zum Abgeordnetenkongress, dem spanischen Unterhaus, zum Abgeordneten gewählt. 1979 und 1982 wurde er als Abgeordneter wiedergewählt. Aber wegen des Misserfolgs seiner Partei bei dieser Wahl (die Zahl der Parlamentssitze sank von 23 im Jahre 1979 auf 4 im Jahre 1982) wurde er am 6. November 1982 zum Rücktritt vom Posten des Generalsekretärs gezwungen. Sein Nachfolger wurde ein früherer Anhänger, der sehr viel jüngere Gerardo Iglesias. Dieser gehörte dem Flügel der „Erneuerer“ an und lag mit ihm von Anfang an im Streit.

### Ausschluss aus dem PCE
Am 15. April 1985 wurden Carrillo und seine politischen Freunde aus dem PCE ausgeschlossen. Im Folgejahr 1986 gründeten sie ihre eigene Partei, die sie Spanische Arbeiterpartei – Kommunistische Einheit (Partido de los Trabajadores de España-Unidad Comunista, PTE-UC) nannten. Diese Linkspartei erreichte mit der Liste Mesa para la Unidad de los Comunistas (MUC) kaum 1 % der Wählerstimmen in den Parlamentswahlen von 1986. Carrillo plädierte am 27. Oktober 1991 für ihre Auflösung. Später fusionierte der PTE-UC mit der regierenden Spanischen Sozialistischen Arbeiterpartei (PSOE), aber Carrillo lehnte die PSOE-Mitgliedschaft eingedenk seiner vielen Jahre als Kommunist ab.

## Werke in deutscher Übersetzung
- „Umsturz, wenn Franco weiter mordet“: Spiegel-Interview mit dem spanischen KP-Führer Santiago Carillo. In: Der Spiegel. Nr. 41, 1975, S. 117 (online – 5. Oktober 1975).
- mit Régis Debray und Max Gallo: Spanien nach Franco. VSA, Verlag für das Studium der Arbeiterbewegung, West-Berlin 1975, ISBN 3-87975-051-3.
- „Ich gehe nur nach Moskau, wenn ich will“: Spaniens KP-Chef Santiago Carillo über die Demokratisierung Spaniens und über seine Vergangenheit. In: Der Spiegel. Nr. 5, 1977, S. 83–86 (online – 23. Januar 1977).
- Eurokommunismus und Staat. VSA, Hamburg 1977, ISBN 3-87975-118-8.
- „Der Ostblock muss sich wandeln“: Santiago Carillo antwortet auf den Spiegel-Essay von Leszek Kolakowski. In: Der Spiegel. Nr. 21, 1977, S. 169–175 (online – 15. Mai 1977).
- „Wir wollen doch keinen Bürgerkrieg“: Spiegel-Interview mit dem früheren Generalsekretär der KP Spaniens, Santiago Carillo. In: Der Spiegel. Nr. 19, 1985, S. 125–126 (online – 5. Mai 1985).